# Sega
Sega Corporation (яп. セガ株式会社 Сэга кабусики-гайся) — японская компания, производящая видеоигры и (до 2001 года) оборудование для них. Основной офис Sega находится в специальном районе Токио Синагава. Филиал Sega of America находится в Ирвайне (Калифорния), где занимаются распространением игр и автоматов в странах Северной Америки. Офис Sega Europe расположен в Брентфорде (пригород Лондона), Sega Publishing Korea — в Сеуле.
Компания Sega была основана 3 июня 1960 года американскими бизнесменами Мартином Бромли и Ричардом Стюартом под названием Nihon Goraku Bussan. Вскоре после этого компания приобрела активы своего предшественника, фирмы Service Games of Japan. Пять лет спустя после приобретения компании Rosen Enterprises, импортера аркадных игр, она стала называться Sega Enterprises, Ltd. Sega разработала свою первую аркадную игру Periscope в 1966 году. В 1969 году Sega была продана корпорации Gulf and Western Industries. После спада в аркадном бизнесе в начале 1980-х годов Sega начала разрабатывать игровые приставки, начиная с SG-1000 и Master System, но ей пришлось бороться с конкурентами, такими как Nintendo Entertainment System. В 1984 году руководители Sega Дэвид Розен и Хаяо Накаяма возглавили выкуп компании руководством при финансовой поддержке CSK Corporation.
В 1988 году Sega выпустила свою следующую игровую систему, Sega Mega Drive. Mega Drive с трудом конкурировала в Японии, но обрела успех за рубежом после выхода игры Sonic the Hedgehog в 1991 году и ненадолго обошла своего главного конкурента в США, Super Nintendo Entertainment System. Позже в течение десятилетия Sega потерпела несколько коммерческих неудач, таких как 32X, Saturn и Dreamcast. В 2001 году Sega прекратила производство игровых систем, чтобы стать сторонним разработчиком и издателем, а в 2004 году была приобретена корпорацией Sammy Corporation. За годы, прошедшие после приобретения, Sega стала более прибыльной. Компания Sega Holdings Co. Ltd. была создана в 2015 году, затем Sega Corporation была переименована в Sega Games Co., Ltd., а её подразделения аркад, развлечений и игрушек были выделены в другие компании. В 2020 году Sega Games и Sega Interactive были объединены и переименованы обратно в Sega Corporation.

## История

### 1940—1982 годы

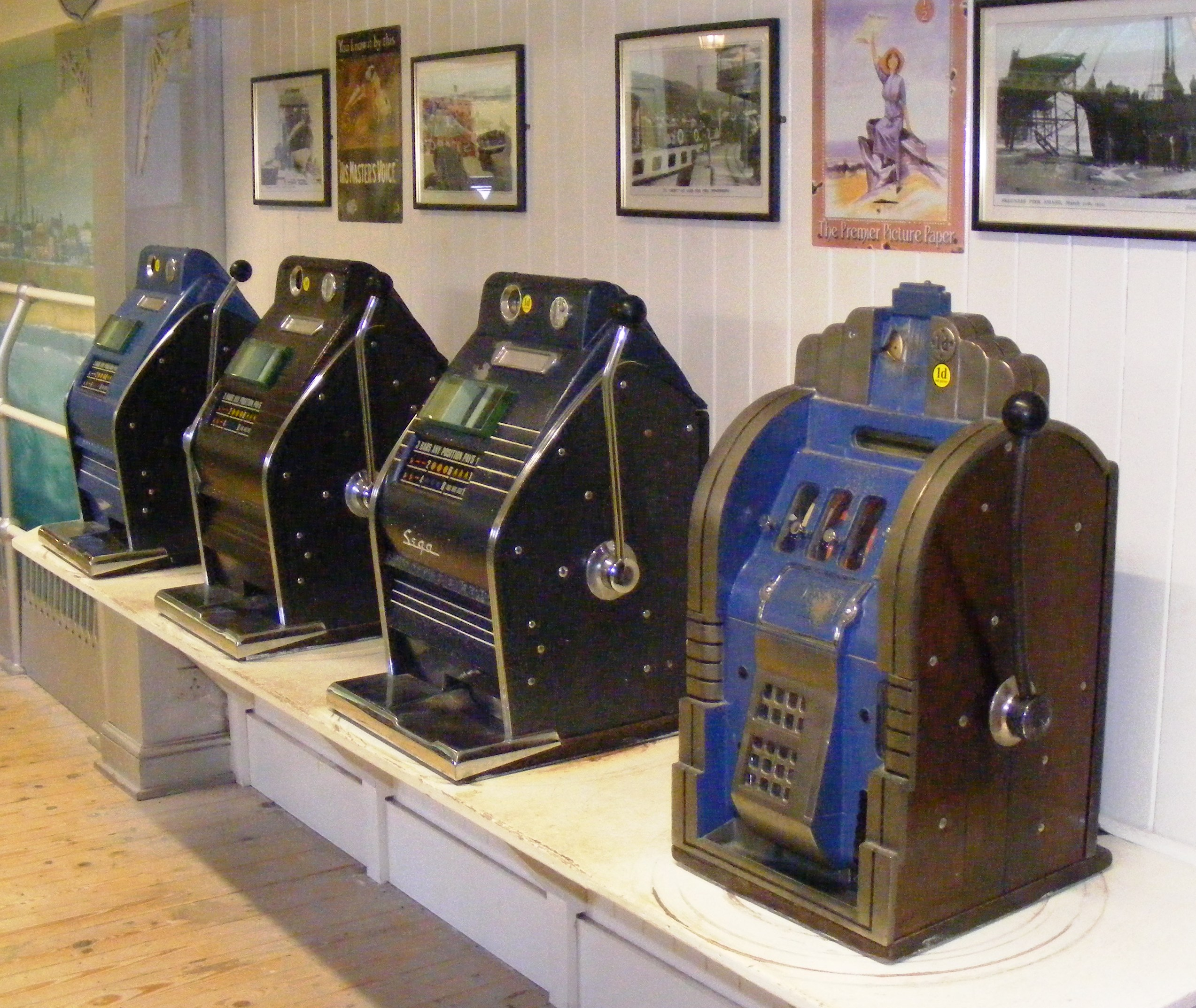
Игровой автомат Diamond 3 Star был слот-машиной, выпускаемой компанией Sega в 1950-х годах.

В 1940 году американские бизнесмены Мартин Бромли, Ирвинг Бромберг и Джеймс Хамперт основали компанию Standard Games в городе Гонолулу на Гавайских островах. Их целью было предоставление развлекательных автоматов, включая слот-машины, на военные базы, поскольку увеличение численности личного состава с началом Второй мировой войны создало бы спрос на развлечения. После войны основатели в 1945 году продали Standard Games, а в 1946 году основали новую компанию Service Games, названную так из-за военной направленности. После того как в 1952 году правительство США объявило игровые автоматы на своих территориях вне закона, Бромли отправил своих сотрудников, Ричарда Стюарта и Рэя ЛеМэра, в Токио, чтобы основать компанию Service Games of Japan для обеспечения американских баз в Японии развлекательными игровыми автоматами.
Год спустя все пятеро учредили компанию Service Games Panama, чтобы контролировать подразделения Service Games по всему миру. В течение следующих семи лет компания расширилась и стала распространять свою продукцию в Южной Корее, на Филиппинах и в Южном Вьетнаме. Название Sega, аббревиатура от Service Games, впервые было использовано в 1954 году на слот-машине Diamond Star.
Из-за дурной славы, возникшей в результате расследования правительством США криминальных деловых практик в индустрии, компания Service Games of Japan была распущена 31 мая 1960 года. 3 июня Бромли учредил две компании, которые должны были взять на себя деловую деятельность распущенной компании, Nihon Goraku Bussan и Nihon Kikai Seizō. Эти две новые компании приобрели все активы Service Games of Japan. Kikai Seizō, работавшая под названием Sega, Inc., сосредоточилась на производстве слот-машин. Goraku Bussan, работавшая под именем Utamatic, Inc., занималась распространением и эксплуатацией автоматов, в частности музыкальных автоматов. Компании объединились в 1964 году, сохранив название Nihon Goraku Bussan.
В тот же период времени Дэвид Розен, американский офицер ВВС США, расквартированный в Японии, открыл в 1954 году в Токио бизнес по производству фотобудок. Эта компания стала называться Rosen Enterprises, и в 1957 году начала импортировать аркадные электромеханические игровые автоматы в Японию. В 1965 году компания Nihon Goraku Bussan приобрела Rosen Enterprises и образовала компанию Sega Enterprises, Ltd. Розен был назначен генеральным и управляющим директором, Стюарт — президентом, а ЛеМэр — директором по планированию. Вскоре после этого Sega перестала сдавать автоматы в аренду военным базам и переключила свое внимание с слот-машин на монетные развлекательные автоматы. Компания импортировала музыкальные автоматы Rock-Ola, пинбольные игры от Williams и игры со световым пистолетом от Midway Manufacturing.

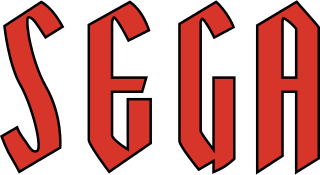
Ранний логотип компании Sega

Поскольку Sega импортировала подержанные машины, которые требовали частого обслуживания, она начала конструировать запасные пистолеты и лопасти для своих импортных игр. По словам бывшего директора Sega Акиры Нагаи, это привело к тому, что компания начала разрабатывать собственные игры. Первой аркадной электромеханической игрой, выпущенной компанией Sega, был симулятор подводной лодки Periscope, выпущенный по всему миру в конце 1960-х годов. Игра отличалась световыми и звуковыми эффектами, которые считались инновационными, и пользовалась успехом в Японии. Затем она была экспортирована в торговые центры и универмаги Европы и США и помогла стандартизировать стоимость 25 центов за игру для аркадных игр в США. Sega была удивлена успехом, и в течение следующих двух лет компания производила и экспортировала от восьми до десяти игр в год. Всемирный успех Periscope привел к «технологическому ренессансу» в индустрии игровых автоматов, которая была оживлена волной «аудиовизуальных» электромеханических игр, последовавших за Periscope в конце 1960-х — начале 1970-х годов. Однако повальное пиратство заставило Sega прекратить экспорт своих игр примерно в 1970 году.
В 1969 году Sega была продана американскому конгломерату Gulf and Western Industries, хотя Розен остался генеральным директором. В 1974 году Gulf and Western создала Sega Enterprises, Ltd., дочернюю компанию американской компании, переименованной в Sega Enterprises, Inc. Sega выпустила Pong-Tron, свою первую видеоигру, в 1973 году. Несмотря на позднюю конкуренцию со стороны хитовой аркадной игры Space Invaders от Taito в 1978 году, Sega процветала благодаря буму аркадных видеоигр конца 1970-х годов, и к 1979 году её доходы выросли до более чем 100 миллионов долларов США. В этот период Sega приобрела компанию Gremlin Industries, которая производила микропроцессорные аркадные игры, и Esco Boueki, дистрибьютора монетных игр, основанного и принадлежащего Хаяо Накаяме. Накаяма был назначен на должность руководителя японских операций Sega. В начале 1980-х годов Sega входила в пятерку крупнейших производителей аркадных игр, действующих в США, поскольку доходы компании выросли до 214 миллионов долларов. В 1979 году вышла игра Head On, в которой был представлен игровой процесс с поеданием точек, и который компания Namco позже использовала в игре Pac-Man. В 1981 году Sega лицензировала Frogger у Konami, её самую успешную игру на тот момент. В 1982 году Sega представила первую игру с изометрической графикой, Zaxxon.

### 1982—1989 годы: Выход на рынок игровых систем

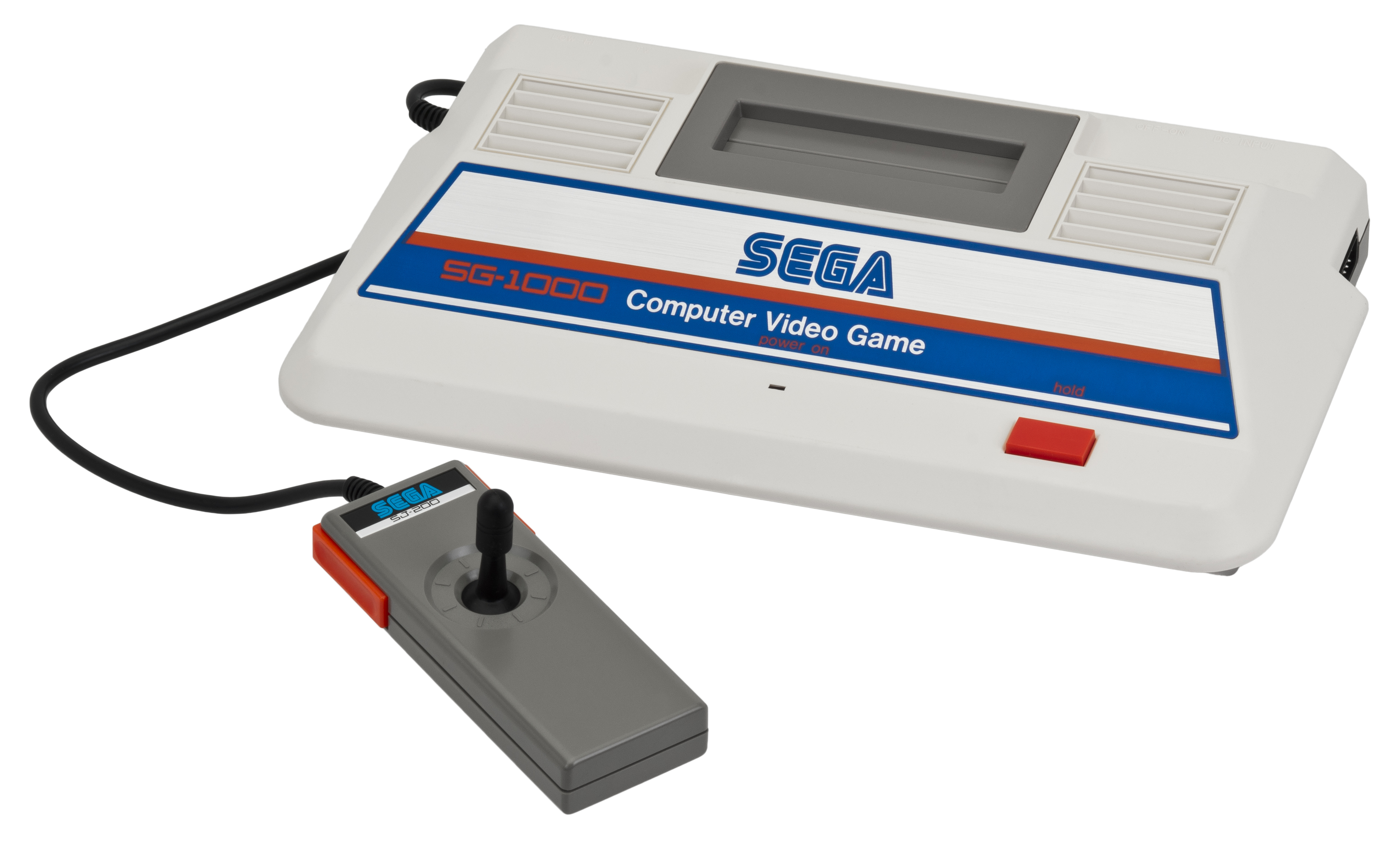
Первая игровая приставка компании Sega, SG-1000

После спада в аркадном бизнесе, начавшегося в 1982 году, корпорация Gulf and Western в сентябре 1983 года продала компании Bally Manufacturing свои американские активы и лицензионные права на свои аркадные игры. Gulf и Western сохранили за собой североамериканский научно-исследовательский отдел Sega и её японскую дочернюю компанию Sega Enterprises, Ltd. Поскольку аркадный бизнес компании пришел в упадок, президент Sega Enterprises, Ltd. Накаяма настоял на том, чтобы компания использовала свой опыт создания аппаратного обеспечения, накопленный за годы работы в индустрии аркадных автоматов, в разработке новых игровых систем. Это должно было позволить компании выйти на японский рынок домашних игровых приставок, который на тот момент был в зачаточном состоянии. Первой разработанной моделью стал SC-3000, компьютер со встроенной клавиатурой, но когда Sega узнала о планах Nintendo по выпуску игровой приставки Famicom, она начала разработку приставки SG-1000 параллельно с SC-3000. Ребрендированные версии SG-1000 были выпущены по всему миру. В 1983 году было продано 160 000 экземпляров SG-1000, что намного превысило прогнозы Sega о 50 000 в первый год, но их значительно опередила Famicom. Отчасти это произошло потому, что Nintendo расширяла свою библиотеку игр, привлекая сторонних разработчиков, в то время как Sega не решалась сотрудничать с компаниями, с которыми она конкурировала в разработке игровых автоматов.
В ноябре 1983 года Розен объявил о своем намерении уйти 1 января 1984 года с поста президента Sega Enterprises, Inc. Новым президентом и главным операционным директором Sega был объявлен Джеффри Рохлис. Вскоре после начала продаж SG-1000 корпорация Gulf and Western стала избавляться от своих непрофильных бизнесов в связи со смертью своего основателя Чарльза Блюндорна. Накаяма и Розен в 1984 году организовали выкуп японского филиала руководством компании при финансовой поддержке CSK Corporation, известной японской компании по производству программного обеспечения. Японские активы Sega были куплены за 38 миллионов долларов группой инвесторов во главе с Розеном и Накаямой. Исао Окава, глава CSK, стал председателем совета директоров, а Накаяма был назначен генеральным директором Sega Enterprises, Ltd.

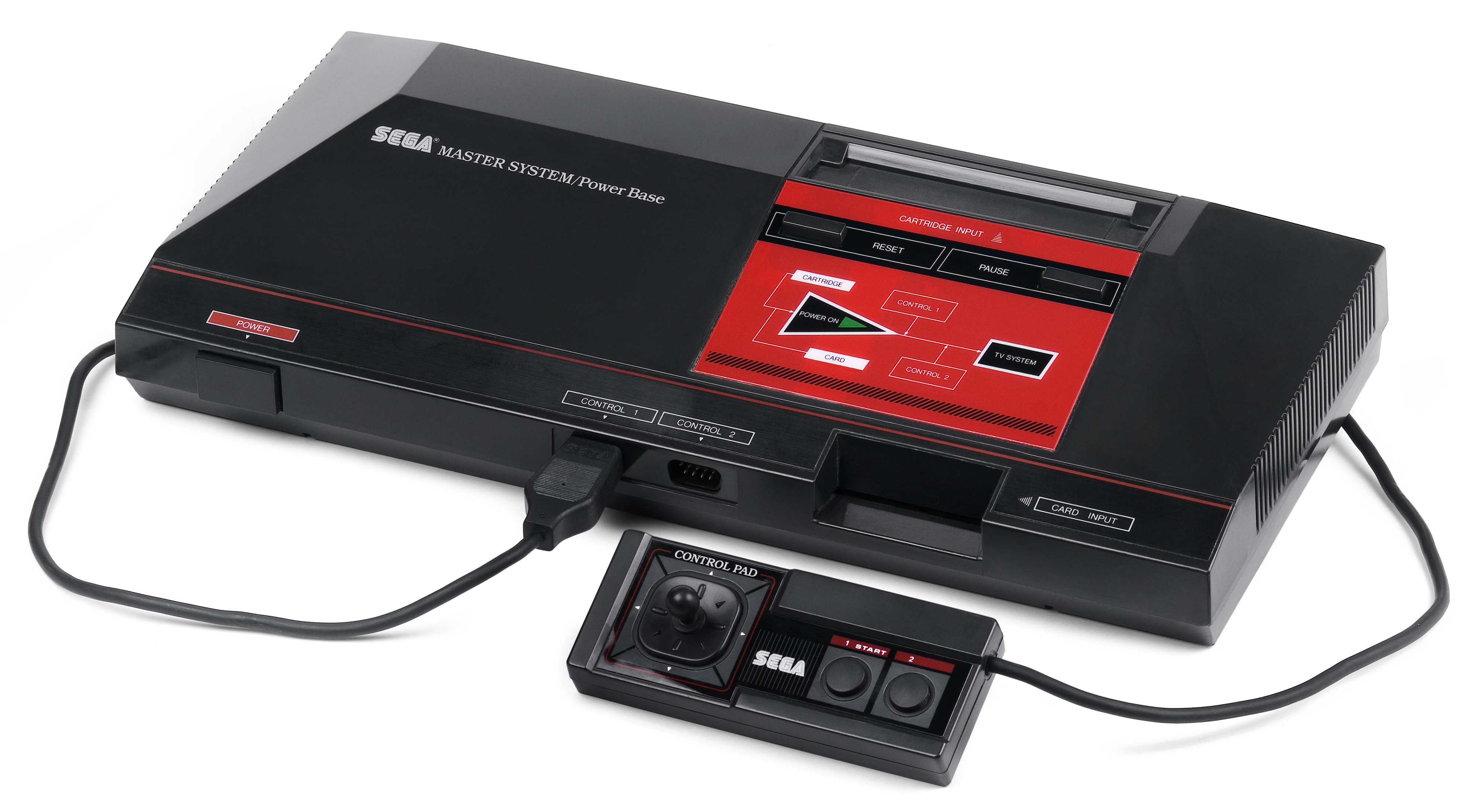
Sega Master System, выпущенная в Северной Америке в 1986 году и в Европе в 1987 году.

В 1985 году Sega начала работу над Mark III, переработанной версии SG-1000. Для издания в Северной Америке компания Sega провела ребрендинг Mark III как Master System, и выбрала футуристический дизайн, рассчитанный на западные вкусы. Mark III же была выпущена в Японии в октябре 1985 года. Несмотря на то, что Mark III была мощнее своего конкурента Famicom, успешного запуска не получилось. Сложности возникли из-за практики Nintendo по лицензированию игр у сторонних разработчиков, поскольку на то время от разработчиков игр для Famicom Nintendo требовала, чтобы их игры не выпускались для других приставок. Чтобы преодолеть это, Sega стала разрабатывать свои игры и приобретать права на портирование игр других разработчиков. Для продвижения игровой системы на рынке Северной Америки Sega планировала продавать Master System в категории игрушек, подобно тому, как это делала Nintendo с Nintendo Entertainment System. Sega заключила партнерство с Tonka, американской компанией по производству игрушек, чтобы использовать её опыт в индустрии игрушек. Однако неэффективный маркетинг от Tonka негативно повлиял на продажи Master System. К началу 1992 года производство в Северной Америке было прекращено. В регионе было продано от 1,5 до 2 миллионов единиц Master System, что было меньше, чем у Nintendo и Atari, которые занимали 80 и 12 процентов доли рынка соответственно. В конечном итоге Master System имела успех в Европе, где она со значительным отрывом обогнала NES. Уже к концу 1993 года активная установленная пользовательская база Master System в Европе составляла 6,25 миллионов единиц. Master System сохранила популярность в Бразилии, где компанией Tectoy выпускались новые модификации приставки. К 2016 году в Бразилии было продано 8 миллионов приставок Master System.
В 1984 году Sega открыла свое европейское подразделение по распространению аркад — Sega Europe. Она вновь вышла на североамериканский рынок аркадных игр в 1985 году, создав компанию Sega Enterprises USA по окончании сделки с Bally. Выпуск игры Hang-On в 1985 году оказался успешным в регионе, став настолько популярным, что Sega с трудом поспевала за спросом на игру. Игра UFO Catcher была представлена в 1985 году и по состоянию на 2005 год являлась самой распространенной в Японии игрой-краном. В 1986 году была создана компания Sega of America для управления продукцией компании в Северной Америке, начиная с маркетинга Master System.

### 1989—1994 годы: Mega Drive, Sonic the Hedgehog, и успех

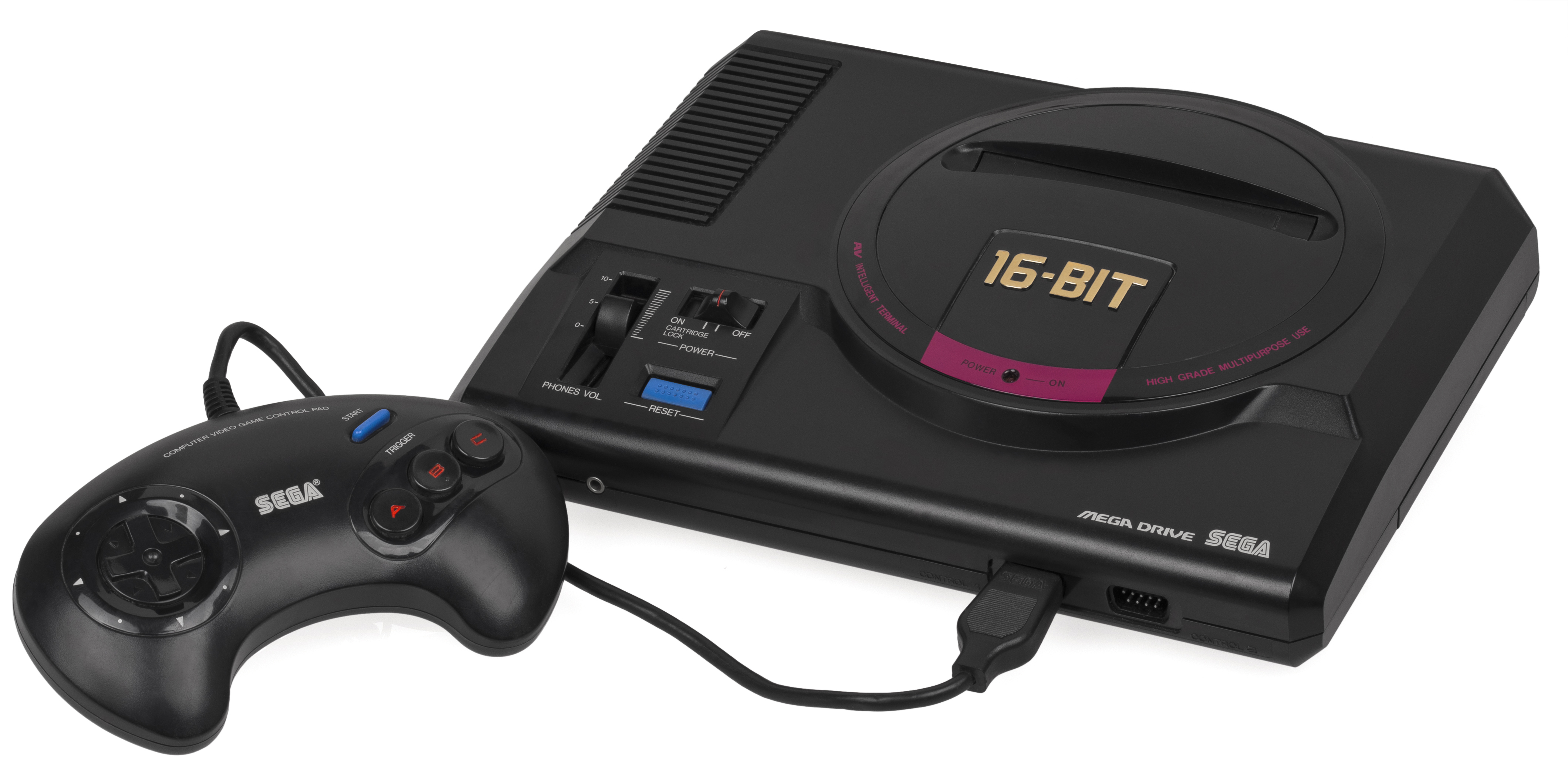
Sega Mega Drive, выпущенная в 1988 году, захватила контроль над рынком 16-битных игровых систем в большей части мира.

В конце 1980-х годов, когда рынок аркадных игр вновь стал расти, Sega была одним из самых узнаваемых игровых брендов. В игровых автоматах компания сосредоточилась на выпуске игр на самые разные вкусы, включая гоночные игры и сайд-скроллеры. 29 октября 1988 года компания Sega выпустила в Японии приставку Mega Drive, преемницу Master System. Выпуск был затмён выходом Super Mario Bros. 3 от Nintendo неделей ранее. Положительные отзывы в журналах Famitsu и Beep! помогли завоевать интерес пользователей, но за первый год Sega отгрузила всего 400 000 устройств.
Mega Drive с трудом конкурировала с Famicom и на протяжении всей 16-битной эры отставала по продажам в Японии от Super Famicom от Nintendo и PC Engine от NEC. Для запуска в Северной Америке, где приставка была переименована в Genesis, у Sega не было организации по продажам и маркетингу. После того, как компания Atari отклонила предложение о продвижении приставки в этом регионе, Sega запустила её через свою собственную дочернюю компанию Sega of America. Genesis была представлена в Нью-Йорке и Лос-Анджелесе 14 августа 1989 года, а в остальной части Северной Америки — позднее в том же году. Европейская версия Mega Drive была выпущена в сентябре 1990 года.
Бывший руководитель Atari и новый президент Sega of America Майкл Кац разработал двухэтапную стратегию по увеличению продаж в Северной Америке. Во-первых, он внедрил маркетинговую кампанию, которая противопоставляла Sega Genesis игровой системе Nintendo, акцентируя внимание на более аркадном игровом опыте, доступном на Genesis, с такими слоганами, как «Genesis does what Nintendon’t». Во-вторых, Кац занялся созданием игровой библиотеки, в которую входили игры с использованием имен и образов известных знаменитостей, таких как Michael Jackson’s Moonwalker и Joe Montana Football. Тем не менее, Sega было трудно преодолеть повсеместное присутствие Nintendo в домах. По поручению Накаямы целью Каца была продажа миллиона систем за первый год работы, но реальные продажи составили всего половину от этого показателя.
После запуска Mega Drive компания Sega начала искать возможности создать собственный флагманский ряд игр, способный составить конкуренцию Mario от Nintendo. В итоге на свет появился новый персонаж — ёж Соник — который впоследствии стал главным персонажем одной из самых кассовых видеоигровых франшиз в истории. Концепция возникла на основе технологического демо, созданного Юдзи Накой, в котором персонаж с большой скоростью двигался внутри витиеватой трубы, принимая форму шара. Эту идею довели до конца геймдизайнер Наото Осима, создавший образ персонажа, и Хирокадзу Ясухара, работавший над дизайном игровых уровней. Цвет Соника был выбран в соответствии с кобальтово-синим логотипом Sega, а его обувь была вдохновлена ботинками Майкла Джексона.

Соник с 1991 года является официальным талисманом Sega

В середине 1990 года на пост главы Sega of America пришел Том Калинске, заменивший ушедшего Майкла Каца. Хотя Калинске был новичком в мире видеоигр, он привлёк к себе группу опытных консультантов. Будучи сторонником бизнес-модели «бритва и лезвия», Калинске разработал стратегию из четырех пунктов: снижение цены на Mega Drive, разработка игр для американского рынка с помощью американских разработчиков, усиление агрессивных рекламных кампаний и замена игры Altered Beast, входящей в стандартный комплект поставки Mega Drive, на Sonic the Hedgehog. Хотя этот план вызвал неодобрение в японском совете директоров, его одобрил Накаяма, сказав Калинске: «я нанял вас принимать решения по Европе и Америкам, так что действуйте».
В значительной степени благодаря популярности игры Sonic the Hedgehog, система Mega Drive в рождественский сезон 1991 года опередила по продажам в США своего главного конкурента, Super Nintendo Entertainment System (SNES), показав результат почти в два раза выше. К январю 1992 года Sega удерживала 65 % рынка 16-битных игровых систем. В течение четырёх последовательных рождественских сезонов Sega опережала Nintendo по продажам благодаря более раннему старту Mega Drive, более низкой цене и богатой библиотеке игр по сравнению с SNES при её запуске. Доля Nintendo на рынке 16-битных систем в США упала с 60 % в 1992 году до 37 % к концу 1993 года. В 1994 году Sega заявила о 55 % от всех продаж 16-битных платформ, тогда как в период с 1995 по 1997 годы SNES опередила Mega Drive по продажам.
В 1990 году Sega представила на рынке свою портативную игровую систему Game Gear, созданную для конкуренции с Game Boy от Nintendo. Game Gear была разработана как портативный вариант Master System и отличалась полноцветным экраном, в то время как экран Game Boy был монохромным. Однако, несмотря на все её преимущества, такие проблемы как короткий срок службы батареи, нехватка уникальных игр и слабая поддержка со стороны Sega не позволили Game Gear обойти Game Boy по объему продаж. Всего было продано около 11 миллионов единиц. 1 декабря 1991 года Sega выпустила в Японии дополнение к игровой системе Mega Drive под названием Mega-CD, которое использовало технологию CD-ROM и стоило 49 800 иен. Это устройство обладало рядом дополнительных функций, включая второй, более быстрый процессор, значительно расширенную системную память, графический чип, который выполнял аналогичное аркадным автоматам Sega масштабирование и вращение спрайтов, и дополнительный звуковой чип. В Северной Америке устройство вышло 15 октября 1992 года под названием Sega CD по цене 299 долларов США, а в 1993 году было выпущено в Европе под названием Mega-CD. Однако за первый год продаж в Японии было продано всего 100 000 единиц Mega-CD, что было значительно ниже ожиданий.
В 1994 году Sega в союзе с TimeWarner запустила The Sega Channel, по которому обладатели Sega Mega Drive/Sega Genesis могли скачивать игры. Также в 1994 году Sega выпустила Sega Saturn в Японии, а чуть позже, в 1995 — и в Соединённых Штатах. Хотя Saturn хорошо продавался в Японии, он не смог добиться значительных успехов на рынке США, что привело к падению прибыли. Для того, чтобы выбраться из подавляющего долга, Sega выпустила в 1998 году на рынок Японии консоль Dreamcast, а 9 сентября 1999 года — и на рынок США. Тогда Dreamcast стала наиболее быстро продаваемой консолью до выхода в 2000 году Sony PlayStation 2.

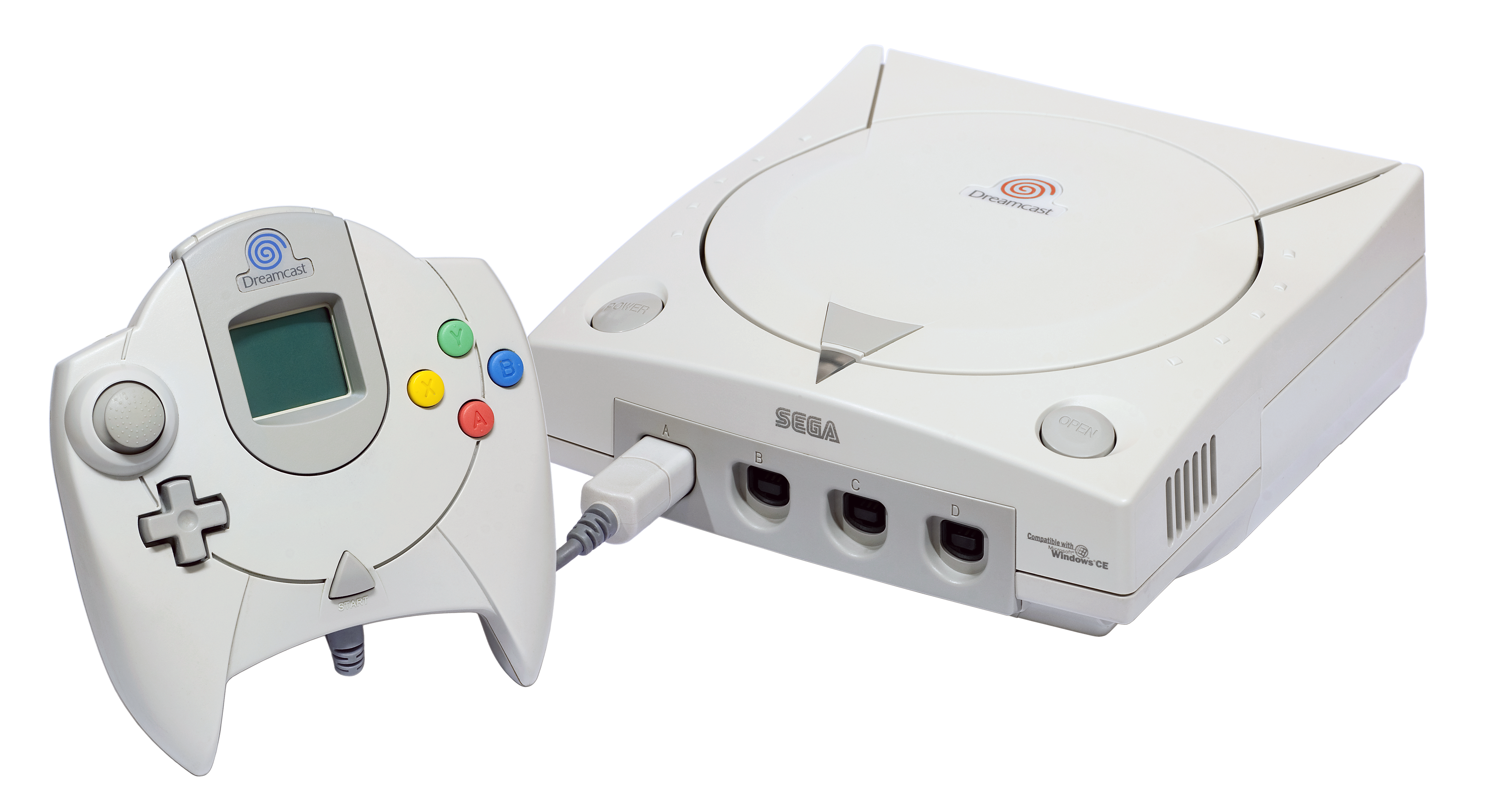
Dreamcast — последняя консоль компании Sega

Хотя Dreamcast поначалу оказался успешен, он не смог выстоять в схватке с PlayStation 2 и перестал выпускаться ещё до выхода Xbox и Nintendo GameCube на рынок консолей.
В 2000 году Sega Enterprises переименовывалось в Sega Corporation, в следующем году производство Dreamcast было прекращено, а Sega перестала производить домашние игровые платформы.

### С 2001 года
В 2001 году произошла кардинальная смена курса: Sega прекратила производить домашние консоли, но её аркадный автомат Sega NAOMI всё ещё производился. Компания переключилась на производство игр для всех платформ других компаний, включая Nintendo GameCube, PlayStation 2, Game Boy Advance, Nintendo DS, PlayStation Portable и Xbox.
В 2003 году настали очень тяжёлые времена. После смерти Исао Окавы, который потратил более 40 млн долл. на развитие Sega, CSK выставила Sega Corporation на аукцион. Первым претендентом оказалась Sammy, но эта сделка так и не состоялась. Другими претендентами были Namco, Electronic Arts и Microsoft. В августе 2003 года Sammy купила 22 % акций, и председатель совета директоров Sammy Хадзимэ Сатоми стал исполнительным директором Sega. Под его руководством Sega впервые получила прибыль.
В середине 2004 года Sammy приобрела уже контрольный пакет акций стоимостью в 1,1 млрд долл., и была создана новая компания Sega Sammy Holdings — один из крупнейших производителей компьютерных игр. В этом же году компания SIMS стала независимой от Sega.
9 марта 2005 года Sega купила британскую компанию Creative Assembly (известную по серии игр Total War), но продала Visual Concepts американскому издателю Take-Two Interactive.
В 2006 году Sega купила компанию Sports Interactive, которая выпускает известную серию игр под названием Football Manager.
Начиная с 2003 года компания сотрудничает с западными разработчиками, такими как, Obsidian Entertainment, Gearbox Software и BioWare, но закрывает свои студии: Sega Studio USA после выхода игры Nights: Journey of Dreams объединилась с Sonic Team, Sega Studios San Francisco была закрыта после выхода игры Iron Man 2, и Sega Racing Studio, которую вскоре купила компания Codemasters.
В 2010 году Sega начинает переиздавать игры с Dreamcast, за три последующих года 6 игр было портировано на консоли седьмого поколения. В этом же году Sonic Team разработала первый эпизод игры Sonic the Hedgehog 4.
В 2011 году Sega купила компанию Three Rings Design и создала новую внутреннюю студию Ryu Ga Gotoku Studio, в которую были переведены сотрудники New Entertainment R&D Dept, создавшая серии игр Super Monkey Ball и Yakuza.
В 2013 году Sega купила компанию-разработчика Relic Entertainment за 26,6 миллионов долларов. В этом же году издатель приобрёл фирму Index Corporation, в составе которой находится компания Atlus.
В конце июня 2023 года компания Microsoft изъявила желание купить компанию Sega и ряд других компаний, и хотя сама компания Sega заявила, что у неё с Microsoft хорошие отношения, от данного предложения компания отказалась.
В конце июля 2023 Sega заявила о своей скорой покупке компании Rovio Entertainment, компания Sega заявила, что все необходимые одобрения она уже получила и рассчитывает на то, что покупка завершится 7 августа, стоимость покупки составляет $776 миллионов (€706 миллионов). 18 августа 2023 года Sega завершила свою покупку Rovio.
В сентябре 2023 года была отменена Hyenas от студии Creative Assembly из-за её плохих оценок и низкой популярности, после чего в студии прошла волна сокращений. 2 ноября 2023 года появилась информация о «суперигре», которая разрабатывает компания Sega, компания заявила, что разработка данной суперигры продвигается, а также планируется, что «Суперигра» выйдет в 2026 году.
28 марта 2024 года Sega продала Relic Entertainment инвестору Emona Capital LLP за неназванную сумму. Одновременно с этим, по всему европейскому филиалу Sega прошли сокращения, было уволено около 240 человек.

## Внутренняя структура

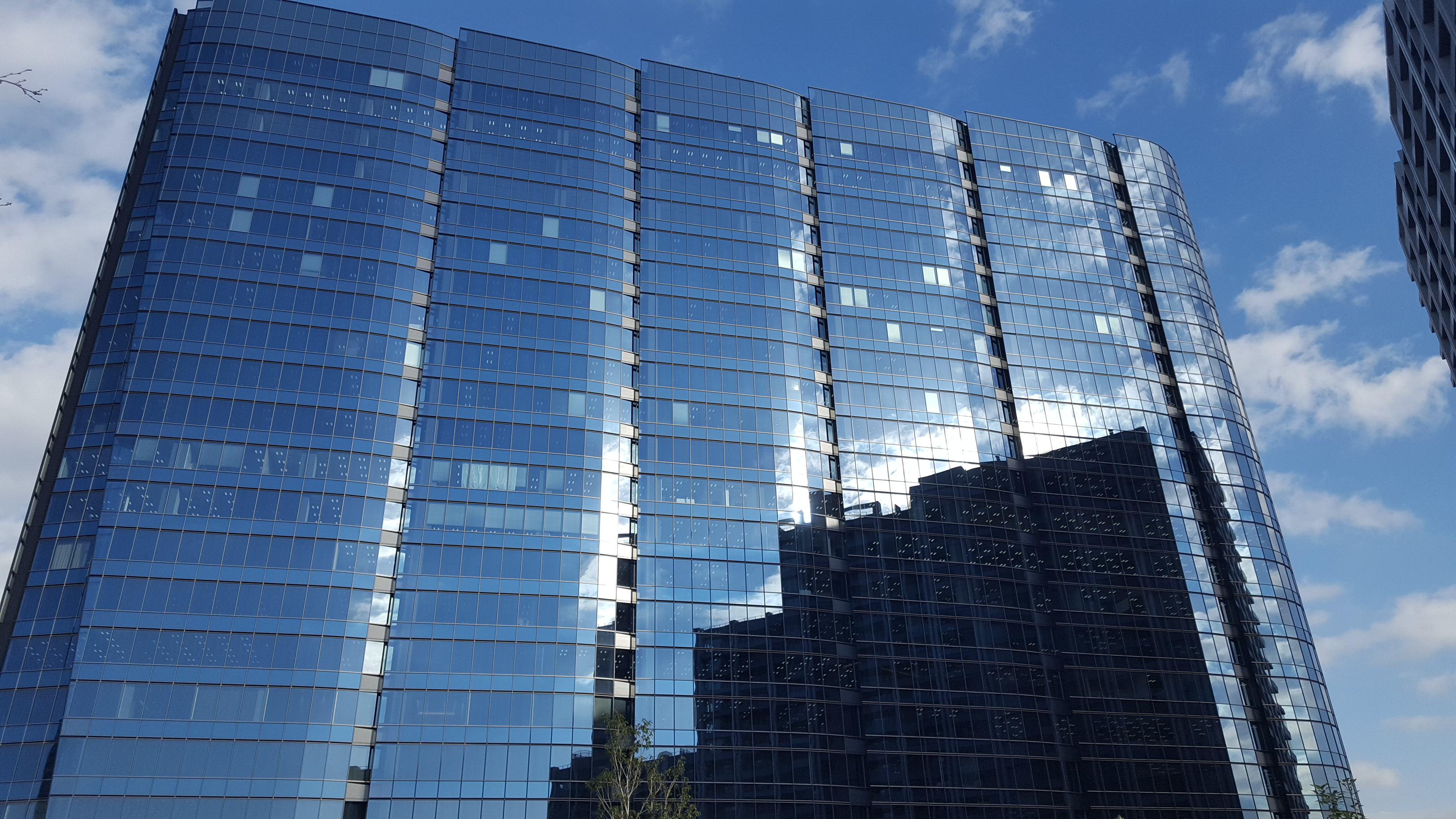
2-й корпус штаб-квартиры Sega в Синагава

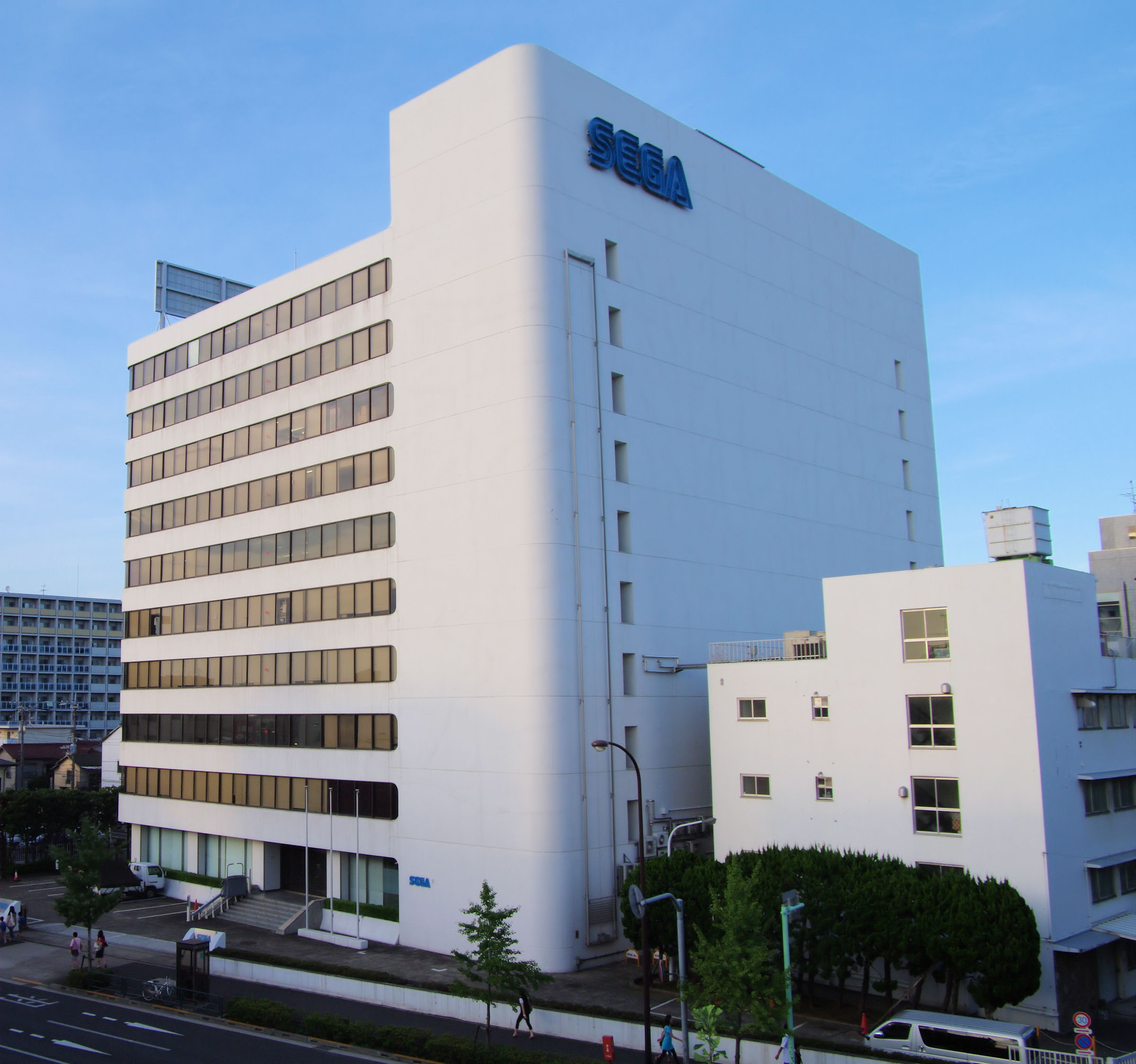
3-й корпус штаб-квартиры Sega в Хигаси-Кодзия, (р-н Ота)

В 1980 году корпорация разделилась на десять команд, имеющих порядковые номера. В 2000 году Sega решила преобразовать свои команды в отдельных разработчиков с соответствующим изменением названия. Однако AM8 сменила название на Sonic Team ещё при выходе первой игры из серии Sonic the Hedgehog.
С 2003 года происходит укрупнение внутренних студий. В этом же году United Game Artists объединились с Sonic Team, а в 2004 году WOW Entertainment и Overworks объединились и стали называться Sega WOW. Hitmaker и Sega Rosso после объединения стали называться Sega AM3.
Кроме того, с 2004 года компания разделилась на 2 научно-исследовательских отдела (англ. Research & Development, R&D): потребительский и отдел развлечений. Первый отдел занимается в основном разработкой игр на консоли, компьютеры и мобильные устройства. Руководит потребительским отделом Тосихиро Нагоси.
В отделе развлечения в основном работают над созданием игр для аркадных автоматов. Глава отделения — Хироси Яги.

## Студии Sega

### Потребительский отдел
- Sonic Team — серии Sonic the Hedgehog, Nights into Dreams…, Phantasy Star Online, Puyo Puyo и Burning Rangers.
- RGG Studio — серии Like a Dragon, Binary Domain и Super Monkey Ball.
- SEGA Sports R&D — Mario & Sonic at the Olympic Winter Games, Mario & Sonic at the Olympic Games и Virtua Striker 4.
- Mobile Contents Development Dept — Brain Trainer Portable.

### Отдел развлечений
- AM Software R&D Dept. 1 — серии Valkyria Chronicles, The House of the Dead.
- AM Software R&D Dept. 2 — серии игр Virtua Fighter, Daytona USA, After Burner, Out Run, Virtua Cop и Shenmue.
- AM Software R&D Dept. 3 — серии Initial D, Crazy Taxi, Virtual On и Virtua Tennis.
- Family Entertainment R&D Dept. — Mushiking: King of the Beetles, Oshare Majo: Love and Berry, Dinosaur King.

### Прочие студии
- The Creative Assembly — серия Total War, Viking: Battle for Asgard, Alien: Isolation, Halo Wars 2.
- SEGA Studios Australia — London 2012: The Official Video Game of the Olympic Games.
- Sports Interactive — серия Football Manager.
- Three Rings Design — Doctor Who: Worlds in Time, Spiral Knights.
- Hardlight — Sonic Jump, Sonic Dash, Sonic Forces: Speed Battle
- Atlus — серии игр Megami Tensei, Dragon's Crown, Persona, Etrian Odyssey, Trauma Center.
- Rovio Entertainment — медифраншиза Angry Birds, видеоигра Bad Piggies.

## Продукция
Консоли:

| - SG-1000 - Master System (Mark III) - Game Gear - Nomad | - Mega Drive / Genesis - Sega CD - Sega 32X | - Sega Pico - Saturn - Dreamcast |

Компьютеры:

| - SC-3000 |

Аркадные автоматы:

| - Sega System 1 - Sega System 2 - Sega System E - Sega System 16 - Sega System 18 - Sega System 24 - Sega System 32 | - Sega System C2 - Sega Model 1 - Sega Model 2 - Sega Model 3 - Sega Titan Video - Sega NAOMI - Sega HIKARU | - Sega NAOMI 2 - Sega Chihiro - Triforce - Sega Lindbergh - Sega Europa-R - Sega RingEdge - Sega RingWide |